# Saurer MH4
De Saurer MH4 is een militair voertuig gemaakt voor het Zwitserse leger. Het voertuig werd gebouwd door Saurer
en was in gebruik tussen 1946 en 1986.

## Geschiedenis
De Saurer 4MH, waarbij de M staat voor (de)  Militär, een militaire versie, en de H voor (de)  Heck omdat de motor achterin was geplaatst, was speciaal ontwikkeld voor het transport van artilleriestukken. Als artillerietrekker kon het materiaal en munitie meenemen en een geschutbemanning van zes personen. Het voertuig had altijd aandrijving op alle vier wielen. Veel onderdelen voor dit voertuig zijn ook terug te vinden bij de Saurer M6 en Saurer M8 die tot dezelfde voertuigfamilie behoren. Al deze voertuigen werden gemaakt door de Zwitserse vrachtwagenfabrikant Adolph Saurer AG.
Het voertuig was beschikbaar in twee modellen die zo’n zes jaar na elkaar in dienst zijn gekomen bij het leger. De modellen zijn uiterlijk redelijk vergelijkbaar, maar wijken in details af. Met de motor achterin had de bestuurders een goed uitzicht vooruit en drukte op de achteras waarmee een zware aanhanglast gemakkelijker was mee te nemen.

## Model 1946
Het eerste model kwam in 1946 in dienst. Dit voertuig was uitgerust met een Saurer CR1DM dieselmotor met vier cilinders. De cilinderinhoud was 5.322 cc. Deze motor had een vermogen van 70 pk. De versnellingsbak telde vijf versnellingen voor- en een achteruit, deze konden in hoge en lage gearing worden gebruikt (5F1Rx2). Het had aandrijving op alle wielen. Het was uitgerust met een lier met een trekkracht van 2,5 ton en een kabellengte van 70 meter. De lier was aan de voorzijde van het voertuig bevestigd. De zes militairen voor het geschut zaten drie achter elkaar aan beide zijden van het voertuig. In het midden was ruimte voor het noodzakelijke materiaal en munitie met achterin de motor. Het geheel kon afgedekt worden met een canvas dak. Het voertuig had een laadvermogen van circa 1,5 ton. Een aanhanglast met een maximaal gewicht van 5.900 kg kon worden meegenomen. De brandstoftank had een capaciteit van 70 liter en de topsnelheid lag op 70 km/u.

## Model 1952
Dit model kreeg een sterkere motor. De CR2DM had een vermogen van 75 pk en een cilinderinhoud van 5.820 cc. Dezelfde lier als voor het eerdere model werd gebruikt. De bemanning zat in deze versie naast elkaar verdeeld over twee rijen en aan de achterkant was er ruimte voor lading, motor en reservewiel. In totaal konden naast de bestuurder en bijrijder acht militairen worden meegenomen. Het laadvermogen steeg naar 2.250 kg, maar de maximale aanhanglast bleef onveranderd. De maximale snelheid lag lager, namelijk op 58 km/u. De brandstoftank werd met 30 liter vergroot en kwam daarmee uit op 100 liter.

## Inzet
Het voertuig is alleen door het Zwitserse leger gebruikt. Van het model 1946 zijn 50 exemplaren gemaakt en van model 1952 396 stuks. Het was in gebruik tussen 1946 en 1986.

## Naslagwerk
- (de)  Saurer. Nutzfahrzeuge damals und heute., auteurs: Kurt Sahli en Jo Wiedmer, uitgever: Buri, Bern 1983, ISBN 3-7169-2101-7.